# Súperliga Femenina de Ecuador 2025
La Súperliga Ecuatoriana de Fútbol Femenino 2025, denominada también como Súperliga Femenina Ecuabet 2025 por motivos de patrocinio, es la séptima edición de la Súperliga Femenina, el cual es el campeonato de primera división del fútbol femenino ecuatoriano. El torneo es organizado por la Federación Ecuatoriana de Fútbol.

## Sistema de competición
El campeonato  para este año tiene un nuevo formato a diferencia de los 2 últimos años se decidió hacer una primera etapa de todos contra y una de play offs dando en total de 138 encuentros:
Primera Etapa
La primera etapa se jugará con partidos de ida y vuelta durante 22 fechas, dando un total de 132 partidos los conjuntos que terminen en los primeros cuatro puestos se clasificarán a la semifinales.
Segunda Etapa
  

La segunda etapa se la jugará de manera de Play offs, en la cual los equipos que terminaron en los 4 primeros puestos jugaran una semifinal en encuentros de ida y vuelta y cuyos ganadores se clasificarán para la gran final, dichas llaves se conformaron de la siguiente manera;
1.° vs. 4.°
2.° vs. 3.°
.
Final
La gran final será con formato ida y vuelta, en caso de que elmarcador global este igualado se defiinira la campeón por medio de los tiros penales, la localia para el partido de vuelta se definira por de la mejor ubicación en la tabla general tras finalizar la primera etapa.

### Clasificación a torneos internacionales
El campeón clasificará a la Copa Libertadores Femenina 2025 como Ecuador 1.

### Sistema de descenso
Los equipos que se ubiquen en las tres últimas posiciones de la Tabla General de Posiciones descendarán a Ascenso Nacional Femenino de 2025.

## Relevo anual de clubes
| Pos. | Ascendidos a la Superliga |
| ---- | ------------------------- |
| 1.ª  | Emelec                    |

| Pos. | Descendidos al Ascenso Nacional Femenino |
| ---- | ---------------------------------------- |
| 12.ª | Ñusta                                    |
| 13.ª | Toreros FC                               |
| 14.ª | Dep.Cuenca                               |

## Equipos participantes

### Información de los equipos
| Nombre del club                  | Ciudad                                                                                  | Entrenador        | Estadio                                                            | Capacidad           |
| -------------------------------- | --------------------------------------------------------------------------------------- | ----------------- | ------------------------------------------------------------------ | ------------------- |
| Barcelona                        | Guayaquil                                                                               | Wendy Villón      | Ver listaComplejo Canchas del Astillero Monumental Banco Pichincha | Ver listaTBD 59 283 |
| Dep.Ibarra                       | [[Archivo:\|class=notpageimage noviewer\|15px\|border\|Bandera de Ibarra]] Ibarra       | Mauricio Bolaños  | Olímpico de Ibarra                                                 | 17 300              |
| Emelec                           | Guayaquil                                                                               | Santo Rodríguez   | Holcim Arena                                                       | 1000                |
| El Nacional                      | Quito                                                                                   | Diego Torres      | Complejo BGR El Sauce                                              | 300                 |
| Espuce                           | Quito                                                                                   | Boris Tipán       | Nayón                                                              | TBD                 |
| Dragonas/Independiente del Valle | [[Archivo:\|class=notpageimage noviewer\|15px\|border\|Bandera de Sangolquí]] Sangolquí | Gustavo Pineda    | Banco Guayaquil                                                    | 12000               |
| Liga de Quito                    | Quito                                                                                   | Gerardo Londoño   | Rodrigo Paz Delgado                                                | 41575               |
| Macará                           | Ambato                                                                                  | Anderson Torres   | Complejo Deportivo La Providencia                                  | 100                 |
| Ñañas                            | Quito                                                                                   | susu cores        | General Rumiñahui                                                  | 7500                |
| Leones del Norte                 | [[Archivo:\|class=notpageimage noviewer\|15px\|border\|Bandera de Ibarra]] Ibarra       | Wilson Fernández  | Liga Deportiva Cantonal de Otavalo                                 | 3000                |
| Universidad Católica             | Quito                                                                                   | Daniela Díaz      | La Armenia                                                         | 2000                |
| Vinotinto F.C.                   | Quito                                                                                   | Francisco Ramírez | Francisco Reinoso                                                  | 7500                |

### Localización
| Ubicación de localía de los equipos |
| --- |
| Deportivo Ibarra Leones del Norte El Nacional Espuce Liga de Quito Ñañas Vinotinto F.C. Universidad Católica Barcelona Emelec Macará Carneras Independiente del Valle |

| Equipos por provincias | Equipos por provincias | Equipos por provincias                                                                                   |
| Provincias             | N.º                    | Equipos                                                                                                  |
| ---------------------- | ---------------------- | --- |
| Pichincha              | 7                      | El Nacional, Espuce, Independiente del Valle, Liga de Quito, Ñañas, Vinotinto F.C., Universidad Católica |
| Guayas                 | 2                      | Barcelona, Emelec                                                                                        |
| Imbabura               | 2                      | Leones del Norte, Dep.Ibarra                                                                             |
| Tungurahua             | 1                      | Macará                                                                                                   |

## Primera etapa

#### Resultados
| Fecha 1         | Fecha 1   | Fecha 1   | Fecha 1             | Fecha 1    | Fecha 1 |
| Local           | Resultado | Visitante | Estadio             | Fecha      | Hora    |
| --------------- | --------- | --------- | ------------------- | ---------- | ------- |
| Indep.Del Valle | 3 – 0     | Emelec    | Chubb Arena         | 8 de marzo | 11ː00   |
| Macará          | 0 - 0     | Ñañas     | Complej.de Macará   | 8 de marzo | 11ː00   |
| Univ.Católica   | 3 - 1     | Vinotinto | Atahualpa           | 8 de marzo | 11ː30   |
| LDU(Q)          | 7 - 0     | Espuce    | Rodrigo Paz Delgado | 9 de marzo | 11ː30   |
| El Nacional     | 2 - 1     | Leones    | Complej.de Tumbaco  | 9 de marzo | 12ː00   |
| Dep.Ibarra      | 1 - 5     | Barcelona | Ciudad de Ibarra    | 9 de marzo | 12ː00   |

| Fecha 2         | Fecha 2   | Fecha 2       | Fecha 2           | Fecha 2     | Fecha 2 |
| Local           | Resultado | Visitante     | Estadio           | Fecha       | Hora    |
| --------------- | --------- | ------------- | ----------------- | ----------- | ------- |
| Espuce          | 3 – 0     | Macará        | Francisco Reinoso | 12 de marzo | 10ː00   |
| Leones          | 0 – 9     | LDU(Q)        | Ciudad de Ibarra  | 12 de marzo | 11ː00   |
| Indep.Del Valle | 6 – 0     | El Nacional   | Chubb Arena       | 12 de marzo | 11ː00   |
| Emelec          | 0 – 3     | Barcelona     | Capwell           | 12 de marzo | 15ː00   |
| Ñañas           | 1 – 1     | Univ.católica | Francisco Reinoso | 12 de marzo | 15ː00   |
| Vinotinto       | 2 – 1     | Dep.Ibarra    | Francisco Reinoso | 12 de marzo | 19ː00   |

| Fecha 3       | Fecha 3   | Fecha 3         | Fecha 3             | Fecha 3     | Fecha 3 |
| Local         | Resultado | Visitante       | Estadio             | Fecha       | Hora    |
| ------------- | --------- | --------------- | ------------------- | ----------- | ------- |
| Barcelona     | 5 – 0     | Vinotinto       | Monumental          | 15 de marzo | 11ː00   |
| Macará        | 4 – 0     | Leones          | La Providencia      | 15 de marzo | 11ː00   |
| LDU(Q)        | 0 – 2     | Indep.del Valle | Rodrigo Paz Delgado | 16 de marzo | 11ː30   |
| El Nacional   | 0 – 1     | Emelec          | El Sauce            | 16 de marzo | 12ː00   |
| Dep.Ibarra    | 3 – 3     | Ñañas           | Ciudad de Ibarra    | 16 de marzo | 12ː00   |
| Univ.Católica | 5 – 0     | Espuce          | Atahualpa           | 17 de marzo | 11ː30   |

| Fecha 4         | Fecha 4   | Fecha 4       | Fecha 4            | Fecha 4     | Fecha 4 |
| Local           | Resultado | Visitante     | Estadio            | Fecha       | Hora    |
| --------------- | --------- | ------------- | ------------------ | ----------- | ------- |
| Espuce          | 2 – 2     | Dep.Ibarra    | Francisco Reinoso  | 21 de marzo | 18ː00   |
| Indep.del Valle | 4 – 0     | Macará        | Chubb Arena        | 22 de marzo | 10ː30   |
| Emelec          | 0 – 2     | Vinotinto     | Capwell            | 22 de marzo | 11ː00   |
| Leones          | 0 – 9     | Univ.Católica | Mpal.De Otavalo    | 22 de marzo | 12ː00   |
| Ñañas           | 2 – 1     | Barcelona     | Francisco Reinoso  | 22 de marzo | 14ː00   |
| El Nacional     | 1 – 3     | LDU(Q)        | Complej.de Tumbaco | 23 de marzo | 12ː00   |

| Fecha 5       | Fecha 5   | Fecha 5         | Fecha 5             | Fecha 5     | Fecha 5 |
| Local         | Resultado | Visitante       | Estadio             | Fecha       | Hora    |
| ------------- | --------- | --------------- | ------------------- | ----------- | ------- |
| Barcelona     | 4 – 0     | Espuce          | Monumental          | 25 de marzo | 11ː00   |
| Univ.Católica | 0 – 1     | Indep.del Valle | Atahualpa           | 25 de marzo | 11ː30   |
| LDU(Q)        | 6 – 0     | Emelec          | Rodrigo Paz Delgado | 26 de marzo | 12ː00   |
| Vinotinto     | 0 – 0     | Ñañas           | Gral.Rumiñahui      | 26 de marzo | 12ː00   |
| Macará        | 2 – 0     | El Nacional     | La Providencia      | 26 de marzo | 15ː00   |
| Dep.Ibarra    | 7 – 0     | Leones          | Ciudad de Ibarra    | 26 de marzo | 16ː00   |

| Fecha 6         | Fecha 6   | Fecha 6       | Fecha 6               | Fecha 6     | Fecha 6 |
| Local           | Resultado | Visitante     | Estadio               | Fecha       | Hora    |
| --------------- | --------- | ------------- | --------------------- | ----------- | ------- |
| Emelec          | 0 – 3     | Ñañas         | Alejandro Ponce Noboa | 29 de marzo | 11ː00   |
| Leones          | 0 – 6     | Barcelona     | Mpal. De Otavalo      | 29 de marzo | 12ː00   |
| Indep.del valle | 2 – 0     | Dep.Ibarra    | Chubb Arena           | 30 de marzo | 10ː30   |
| LDU(Q)          | 3 – 0     | Macará        | Rodrigo Paz Delgado   | 30 de marzo | 11ː00   |
| El Nacional     | 0 – 2     | Univ.Católica | El Sauce              | 30 de marzo | 12ː00   |
| Espuce          | 2 – 1     | Vinotinto     | Gral.Rumiñahui        | 30 de marzo | 16ː00   |

| Fecha 7       | Fecha 7   | Fecha 7         | Fecha 7           | Fecha 7     | Fecha 7 |
| Local         | Resultado | Visitante       | Estadio           | Fecha       | Hora    |
| ------------- | --------- | --------------- | ----------------- | ----------- | ------- |
| Barcelona     | 0 – 2     | Indep.del Valle | Monumental        | 15 de abril | 11ː00   |
| Univ.Católica | 1 – 2     | LDU(Q)          | Atahualpa         | 15 de abril | 11ː30   |
| Dep.Ibarra    | 3 – 0     | El Nacional     | Ciudad de Ibarra  | 15 de abril | 16ː00   |
| Vinotinto     | 5 – 2     | Leones          | Francisco Reinoso | 16 de abril | 10ː00   |
| Macará        | 2 – 0     | Emelec          | La Providencia    | 16 de abril | 14ː00   |
| Ñañas         | 0 – 1     | Espuce          | Francisco Reinoso | 16 de abril | 14ː30   |

| Fecha 8         | Fecha 8   | Fecha 8       | Fecha 8               | Fecha 8     | Fecha 8 |
| Local           | Resultado | Visitante     | Estadio               | Fecha       | Hora    |
| --------------- | --------- | ------------- | --------------------- | ----------- | ------- |
| Macará          | 0 – 2     | Univ.Católica | La Providencia        | 19 de abril | 10ː00   |
| Emelec          | 3 – 1     | Espuce        | Alejandro Ponce Noboa | 19 de abril | 11ː00   |
| Indep.del Valle | 2 – 1     | Vinotinto     | Chubb Arena           | 19 de abril | 11ː00   |
| LDU(Q)          | 3 – 0     | Dep.Ibarra    | Rodrigo Paz Delgado   | 19 de abril | 11ː30   |
| Leones          | 1 – 3     | Ñañas         | Mpal. De Otavalo      | 19 de abril | 12ː00   |
| El Nacional     | 1 – 2     | Barcelona     | Complej.de Tumbaco    | 20 de abril | 12ː00   |

| Fecha 9       | Fecha 9   | Fecha 9         | Fecha 9           | Fecha 9     | Fecha 9 |
| Local         | Resultado | Visitante       | Estadio           | Fecha       | Hora    |
| ------------- | --------- | --------------- | ----------------- | ----------- | ------- |
| Vinotinto     | 0 – 0     | El Nacional     | Francisco Reinoso | 23 de abril | 10ː00   |
| Univ.Católica | 3 – 0     | Emelec          | La Armenia        | 23 de abril | 14ː00   |
| Barcelona     | 1 – 0     | LDU(Q)          | Monumental        | 23 de abril | 15ː00   |
| Espuce        | 3 – 1     | Leones          | Francisco Reinoso | 23 de abril | 15ː00   |
| Dep.Ibarra    | 4 – 1     | Macará          | Ciudad de Ibarra  | 23 de abril | 16ː00   |
| Ñañas         | 0 – 1     | Indep.del Valle | Francisco Reinoso | 23 de abril | 18ː00   |

| Fecha 10        | Fecha 10  | Fecha 10   | Fecha 10              | Fecha 10    | Fecha 10 |
| Local           | Resultado | Visitante  | Estadio               | Fecha       | Hora     |
| --------------- | --------- | ---------- | --------------------- | ----------- | -------- |
| Macará          | 0 – 0     | Barcelona  | La Providencia        | 26 de abril | 12ː00    |
| Emelec          | 2 – 1     | Leones     | Alejandro Ponce Noboa | 26 de abril | 14ː00    |
| Indep.del Valle | 4 – 1     | Espuce     | Chubb Arena           | 27 de abril | 11ː00    |
| El Nacional     | 0 – 3     | Ñañas      | Complej.de Tumbaco    | 27 de abril | 12ː00    |
| LDU(Q)          | 5 – 0     | Vinotinto  | Rodrigo Paz Delgado   | 27 de abril | 12ː30    |
| Univ.Católica   | 2 – 1     | Dep.Ibarra | La Armenia            | 27 de abril | 14ː00    |

| Fecha 11   | Fecha 11  | Fecha 11        | Fecha 11            | Fecha 11  | Fecha 11 |
| Local      | Resultado | Visitante       | Estadio             | Fecha     | Hora     |
| ---------- | --------- | --------------- | ------------------- | --------- | -------- |
| Barcelona  | 1 – 0     | Univ.católica   | Monumental          | 2 de Mayo | 15ː00    |
| Leones     | 0 – 6     | Indep.del Valle | Mpal. De Otavalo    | 2 de Mayo | 15ː00    |
| Espuce     | 4 – 2     | El Nacional     | Francisco Reinoso   | 2 de Mayo | 16ː00    |
| Vinotinto  | 0 – 2     | Macará          | Francisco Reinoso   | 3 de Mayo | 10ː00    |
| Ñañas      | 1 – 0     | LDU(Q)          | Complej. de Tumbaco | 4 de Mayo | 11ː00    |
| Dep.Ibarra | 4 – 1     | Emelec          | Ciudad de Ibarra    | 4 de Mayo | 12ː00    |

| Fecha 12  | Fecha 12  | Fecha 12        | Fecha 12              | Fecha 12   | Fecha 12 |
| Local     | Resultado | Visitante       | Estadio               | Fecha      | Hora     |
| --------- | --------- | --------------- | --------------------- | ---------- | -------- |
| Vinotinto | 1 – 1     | Univ.Católica   | Francisco Reinoso     | 9 de Mayo  | 15ː30    |
| Barcelona | 1 – 0     | Dep.Ibarra      | Monumental            | 10 de mayo | 11ː00    |
| Ñañas     | 3 – 0     | Macará          | Francisco Reinoso     | 10 de mayo | 11ː00    |
| Leones    | 0 – 1     | El Nacional     | Mpal. De Otavalo      | 10 de mayo | 12ː00    |
| Espuce    | 0 – 5     | LDU(Q)          | Francisco Reinoso     | 10 de mayo | 17ː00    |
| Emelec    | 1 – 4     | Indep.del Valle | Alejandro Ponce Noboa | 11 de mayo | 14ː00    |

| Fecha 13      | Fecha 13  | Fecha 13        | Fecha 13            | Fecha 13   | Fecha 13 |
| Local         | Resultado | Visitante       | Estadio             | Fecha      | Hora     |
| ------------- | --------- | --------------- | ------------------- | ---------- | -------- |
| LDU(Q)        | 6 – 0     | Leones          | Rodrigo Paz Delgado | 16 de mayo | 11ː30    |
| Univ.Católica | 2 – 1     | Ñañas           | La Armenia          | 16 de mayo | 13ː30    |
| Macará        | 2 – 0     | Espuce          | Complej.de Macará   | 17 de mayo | 10ː00    |
| Dep.Ibarra    | 1 – 0     | Vinotinto       | Ciudad de Ibarra    | 17 de mayo | 12ː00    |
| El Nacional   | 0 – 2     | Indep.del Valle | Complej.de Tumbaco  | 18 de mayo | 12ː00    |
| Barcelona     | 2 – 0     | Emelec          | Monumental          | 18 de mayo | 19ː00    |

| Fecha 14        | Fecha 14  | Fecha 14      | Fecha 14          | Fecha 14   | Fecha 14 |
| Local           | Resultado | Visitante     | Estadio           | Fecha      | Hora     |
| --------------- | --------- | ------------- | ----------------- | ---------- | -------- |
| Indep.del valle | 2 – 1     | LDU(Q)        | Chubb Arena       | 22 de mayo | 11ː00    |
| Emelec          | 2 – 0     | El Nacional   | Alberto Spencer   | 23 de mayo | 11ː00    |
| Leones          | 0 – 3     | Macará        | Mpal. De Otavalo  | 23 de mayo | 12ː00    |
| Vinotinto       | 0 – 4     | Barcelona     | Francisco Reinoso | 23 de mayo | 15ː00    |
| Ñañas           | 1 – 1     | Dep.Ibarra    | Francisco Reinoso | 24 de mayo | 10ː00    |
| Espuce          | 1 – 2     | Univ.Católica | Francisco Reinoso | 24 de mayo | 16ː00    |

| Fecha 15      | Fecha 15  | Fecha 15        | Fecha 15            | Fecha 15   | Fecha 15 |
| Local         | Resultado | Visitante       | Estadio             | Fecha      | Hora     |
| ------------- | --------- | --------------- | ------------------- | ---------- | -------- |
| Macará        | 0 – 3     | Indep.del Valle | Complej.de Macará   | 6 de junio | 10ː00    |
| Univ.Católica | 2 – 0     | Leones          | La Armenia          | 6 de junio | 13ː00    |
| Vinotinto     | 2 – 1     | Emelec          | Francisco Reinoso   | 6 de junio | 15ː00    |
| LDU(Q)        | 2 – 0     | El Nacional     | Rodrigo Paz Delgado | 7 de junio | 09ː30    |
| Dep.Ibarra    | 4 – 0     | Espuce          | Ciudad de Ibarra    | 7 de junio | 12ː00    |
| Barcelona     | 1 – 1     | Ñañas           | Monumental          | 7 de junio | 15ː00    |

| Fecha 16        | Fecha 16  | Fecha 16      | Fecha 16           | Fecha 16    | Fecha 16 |
| Local           | Resultado | Visitante     | Estadio            | Fecha       | Hora     |
| --------------- | --------- | ------------- | ------------------ | ----------- | -------- |
| Leones          | 0 – 1     | Dep.Ibarra    | Ciudad de Ibarra   | 11 de junio | 10ː00    |
| Ñañas           | 2 – 2     | Vinotinto     | Francisco Reinoso  | 11 de junio | 10ː00    |
| Emelec          | 1 – 3     | LDU(Q)        | Alberto Spencer    | 11 de junio | 11ː00    |
| El Nacional     | 1 – 3     | Macará        | Complej.de Tumbaco | 11 de junio | 12ː00    |
| Indep.del Valle | 1 – 0     | Univ.Católica | Chubb Arena        | 11 de junio | 13ː00    |
| Espuce          | 0 – 1     | Barcelona     | Francisco Reinoso  | 11 de junio | 16ː00    |

| Fecha 17      | Fecha 17  | Fecha 17        | Fecha 17           | Fecha 17    | Fecha 17 |
| Local         | Resultado | Visitante       | Estadio            | Fecha       | Hora     |
| ------------- | --------- | --------------- | ------------------ | ----------- | -------- |
| Dep.Ibarra    | 0 – 3     | Indep.del Valle | Ciudad de Ibarra   | 14 de junio | 12ː00    |
| Barcelona     | 6 – 0     | Leones          | Monumental         | 15 de junio | 11ː00    |
| Macará        | 1 – 1     | LDU(Q)          | Complej. De Macará | 15 de junio | 11ː00    |
| Univ.Católica | 8 – 0     | El Nacional     | La Armenia         | 15 de junio | 13ː00    |
| Vinotinto     | 3 – 1     | Espuce          | Francisco Reinoso  | 15 de junio | 15ː30    |
| Ñañas         | 1 – 0     | Emelec          | Francisco Reinoso  | 16 de junio | 15ː30    |

| Fecha 18        | Fecha 18  | Fecha 18      | Fecha 18              | Fecha 18    | Fecha 18 |
| Local           | Resultado | Visitante     | Estadio               | Fecha       | Hora     |
| --------------- | --------- | ------------- | --------------------- | ----------- | -------- |
| Indep.del Valle | 2 – 1     | Barcelona     | Chubb Arena           | 20 de junio | 11ː00    |
| Leones          | 1 – 4     | Vinotinto     | Mpal. De Otavalo      | 20 de junio | 12ː00    |
| Espuce          | 0 – 5     | Ñañas         | Francisco Reinoso     | 21 de junio | 15ː00    |
| El Nacional     | 0 – 0     | Dep.Ibarra    | Complej.de Tumbaco    | 22 de junio | 12ː00    |
| LDU(Q)          | 2 – 1     | Univ.Católica | Rodrigo Paz Delgado   | 22 de junio | 15ː00    |
| Emelec          | 0 – 0     | Macará        | Alejandro Ponce Noboa | 23 de junio | 13ː00    |

| Fecha 19    | Fecha 19  | Fecha 19        | Fecha 19              | Fecha 19    | Fecha 19 |
| Local       | Resultado | Visitante       | Estadio               | Fecha       | Hora     |
| ----------- | --------- | --------------- | --------------------- | ----------- | -------- |
| Espuce      | 1 – 1     | Emelec          | Francisco reinoso     | 5 de agosto | 13:00    |
| El Nacional | 0 – 3     | Barcelona       | Alejandro Ponce Noboa | 6 de agosto | 10:00    |
| Dep.Ibarra  | 1 – 4     | LDU(Q)          | Ciudad de Ibarra      | 6 de agosto | 11:00    |
| U. Catolica | 5 - 1     | Macara          | La Armenia            | 6 de agosto | 14:00    |
| Vinotinto   | 0 – 4     | Indep.del Valle | AFNA Arena            | 6 de agosto | 15:00    |
| Ñañas       | 4 – 0     | Leones          | Francisco Reinoso     | 6 de agosto | 16:00    |

| Fecha 20         | Fecha 20  | Fecha 20      | Fecha 20              | Fecha 20     | Fecha 20 |
| Local            | Resultado | Visitante     | Estadio               | Fecha        | Hora     |
| ---------------- | --------- | ------------- | --------------------- | ------------ | -------- |
| Macará           | 2 – 1     | Dep.Ibarra    | Complej.de Macará     | 9 de agosto  | 10:00    |
| Leones           | 2 – 1     | Espuce        | Mpal. De Otavalo      | 9 de agosto  | 11:00    |
| Indep. del Valle | 5 – 0     | Ñañas         | Chubb arena           | 9 de agosto  | 11:30    |
| Emelec           | 0 – 1     | Univ.Católica | Alejandro Ponce Noboa | 9 de agosto  | 13:30    |
| LDU(Q)           | 2 – 1     | Barcelona     | Rodrigo Paz Delgado   | 10 de agosto | 11:00    |
| El Nacional      | 3 – 2     | Vinotinto     | Complej.de Tumbaco    | 10 de agosto | 12:00    |

| Fecha 21   | Fecha 21  | Fecha 21        | Fecha 21             | Fecha 21     | Fecha 21 |
| Local      | Resultado | Visitante       | Estadio              | Fecha        | Hora     |
| ---------- | --------- | --------------- | -------------------- | ------------ | -------- |
| Dep.ibarra | 0 – 1     | Univ.Católica   | Ciudad de Ibarra     | 13 de agosto | 10:00    |
| Ñañas      | 5 – 1     | El Nacional     | Francisco Reinoso    | 13 de agosto | 11:00    |
| Leones     | 0 – 0     | Emelec          | Francisco Espinoza   | 13 de agosto | 15:00    |
| Vinotinto  | 2 – 3     | LDU(Q)          | AFNA ARENA           | 13 de agosto | 15:00    |
| Barcelona  | 4 – 0     | Macará          | Carlos Pérez Perraso | 13 de agosto | 15:00    |
| Espuce     | 2 – 7     | Indep.del valle | Francisco Reinoso    | 13 de agosto | 17:00    |

| Fecha 22        | Fecha 22  | Fecha 22   | Fecha 22              | Fecha 22     | Fecha 22 |
| Local           | Resultado | Visitante  | Estadio               | Fecha        | Hora     |
| --------------- | --------- | ---------- | --------------------- | ------------ | -------- |
| Macará          | 1 – 1     | Vinotinto  | La Providencia        | 16 de agosto | 10:00    |
| Indep.del valle | 4 – 0     | Leones     | Chubb arena           | 16 de agosto | 10:30    |
| LDU(Q)          | 8 – 2     | Ñañas      | Rodrigo Paz Delgado   | 16 de agosto | 11:00    |
| Univ.Católica   | 1 – 1     | Barcelona  | La Armenia            | 16 de agosto | 11:00    |
| Emelec          | 1 – 1     | Dep.Ibarra | Alejandro Ponce Noboa | 16 de agosto | 13:30    |
| El Nacional     | 1 – 1     | Espuce     | Complej.de Tumbaco    | 17 de agosto | 12:00    |

## Clasificación
| Pos. | Equipo                  | Pts. | PJ | G  | E | P  | GF | GC | Dif. |  |
| ---- | ----------------------- | ---- | -- | -- | - | -- | -- | -- | ---- |  |
| 1    | Independiente del Valle | 66   | 22 | 22 | 0 | 0  | 70 | 7  | +63  |  |
| 2    | Liga de Quito           | 52   | 22 | 17 | 1 | 4  | 75 | 17 | +58  |  |
| 3    | Barcelona               | 48   | 22 | 15 | 3 | 4  | 52 | 12 | +40  |  |
| 4    | Universidad Católica    | 47   | 22 | 15 | 2 | 5  | 52 | 14 | +38  |  |
| 5    | Ñañas                   | 34   | 22 | 9  | 7 | 6  | 49 | 29 | +20  |  |
| 6    | Dep.Ibarra              | 26   | 22 | 7  | 5 | 10 | 36 | 34 | +2   |  |
| 7    | Macará                  | 29   | 22 | 8  | 5 | 9  | 24 | 35 | −11  |  |
| 8    | Vinotinto FC            | 23   | 22 | 6  | 5 | 11 | 29 | 44 | −15  |  |
| 9    | Espuce                  | 18   | 22 | 5  | 3 | 14 | 24 | 62 | −38  |  |
| 10   | Emelec                  | 16   | 22 | 4  | 4 | 14 | 32 | 43 | −11  |  |
| 11   | El Nacional             | 12   | 22 | 3  | 3 | 16 | 13 | 54 | −41  |  |
| 12   | Leones del Norte (D)    | 4    | 22 | 1  | 1 | 20 | 9  | 88 | −79  |  |

Actualizado a los partidos jugados a fecha desconocida.
 Fuente: FEF
Criterios de clasificación: 1) Puntos; 2) Diferencia de goles; 3) Goles marcados; 4) Goles de visitante; 5) Fair Play; 6) Sorteo Público
|  | Clasificados a Semifinales.                                              |
|  | Descendido al Ascenso de Fútbol Femenino Profesional de Ecuador de 2026. |

## Segunda etapa
La segunda fase del campeonato serán play-offs eliminatorios de ida y vuelta, desde semifinales hasta la final para definir al campeón del torneo. Estos los disputarán los cuatro mejores equipos del campeonato. Los mejores ubicados en la tabla acumulada serán quienes disputen el partido de vuelta de local en cada llave establecida.

### Cuadro
|  | Semifinales    | Semifinales     | Semifinales    | Semifinales    | Semifinales    |  |  | Final          | Final          | Final          | Final          | Final          |  |
|  | (ida) (vuelta) | (ida) (vuelta)  | (ida) (vuelta) | (ida) (vuelta) | (ida) (vuelta) |  |  | (ida) (vuelta) | (ida) (vuelta) | (ida) (vuelta) | (ida) (vuelta) | (ida) (vuelta) |  |
|  |                |                 |                |                |                |  |  |                |                |                |                |                |  |
|  |                |                 |                |                |                |  |  |                |                |                |                |                |  |
|  | 1              | Indep.del Valle |                |                |                |  |  |                |                |                |                |                |  |
|  | 1              | Indep.del Valle |                |                |                |  |  |                |                |                |                |                |  |
|  | 4              | Univ.Católica   |                |                |                |  |  |                |                |                |                |                |  |
|  | 4              | Univ.Católica   |                |                |                |  |  |                |                |                |                |                |  |
|  |                |                 |                |                |                |  |  |                |                |                |                |                |  |
|  |                |                 |                |                |                |  |  |                |                |                |                |                |  |
|  | 3              | Barcelona       |                |                |                |  |  |                |                |                |                |                |  |
|  | 3              | Barcelona       |                |                |                |  |  |                |                |                |                |                |  |
|  | 2              | LDU(Q)          |                |                |                |  |  |                |                |                |                |                |  |
|  | 2              | LDU(Q)          |                |                |                |  |  |                |                |                |                |                |  |
|  |                |                 |                |                |                |  |  |                |                |                |                |                |  |

### Semifinales
| Ida; | Univ.Católica | - | Independiente del Valle |  |  |

| Ida; | Barcelona | - | LDU(Q) |  |  |

| Vuelta; | Independiente del Valle | - (Global -) | Univ.Católica |  |  |

| Vuelta; | LDU(Q) | - (Global -) | Barcelona |  |  |

## Final
| Ida; |  | - |  |  |  |

| Vuelta; |  | - (Global -) |  |  |  |

|                     |
|                     |
| Campeón 1.er título |

## Goleadoras
- Actualizado el 8 de marzo de 2025.

| Pos. | Jugador      | Equipo | Goles | Partidos | Promedio | Penalti |
| ---- | ------------ | ------ | ----- | -------- | -------- | ------- |
| 1    | Bandera de ? |        | 0     | 0        | 0        | 0       |
| 2    | Bandera de ? |        | 0     | 0        | 0        | 0       |
| 3    | Bandera de ? |        | 0     | 0        | 0        | 0       |
| 4    | Bandera de ? |        | 0     | 0        | 0        | 0       |
| 5    | Bandera de ? |        | 0     | 0        | 0        | 0       |
| 6    | Bandera de ? |        | 0     | 0        | 0        | 0       |
| 7    | Bandera de ? |        | 0     | 0        | 0        | 0       |
| 8    | Bandera de ? |        | 0     | 0        | 0        | 0       |
| 9    | Bandera de ? |        | 0     | 0        | 0        | 0       |
| 10   | Bandera de ? |        | 0     | 0        | 0        | 0       |